# Leiophron mitis
Leiophron mitis är en stekelart som beskrevs av Alexander Henry Haliday 1833. Leiophron mitis ingår i släktet Leiophron och familjen bracksteklar. Inga underarter finns listade i Catalogue of Life.